# Carignan-de-Bordeaux
Carignan-de-Bordeaux è un comune francese di 3 770 abitanti situato nel dipartimento della Gironda nella regione della Nuova Aquitania.

## Società

### Evoluzione demografica
Abitanti censiti